# Елинка (приток Лопасни)
Елинка — река в Серпуховском районе Московской области России, правый приток реки Лопасни. На реке — деревни Соймоново и Байденки.
Длина — 10 км. Равнинного типа. Питание преимущественно снеговое. Замерзает обычно в середине ноября, вскрывается в середине апреля. По берегам этой живописной лесной речки туристы обычно проходят, завершая поход по притокам Оки — Сушке и Речме.